# Roy Purchase
Roy Purchase – australijski zapaśnik walczący w stylu wolnym. Złoty medalista igrzysk wspólnoty narodów w 1938 roku.